# Telosma procumbens
Telosma procumbens är en oleanderväxtart som först beskrevs av Francisco Manuel Blanco, och fick sitt nu gällande namn av Elmer Drew Merrill. Telosma procumbens ingår i släktet Telosma och familjen oleanderväxter. Inga underarter finns listade i Catalogue of Life.